# گوتیک شعاعسان

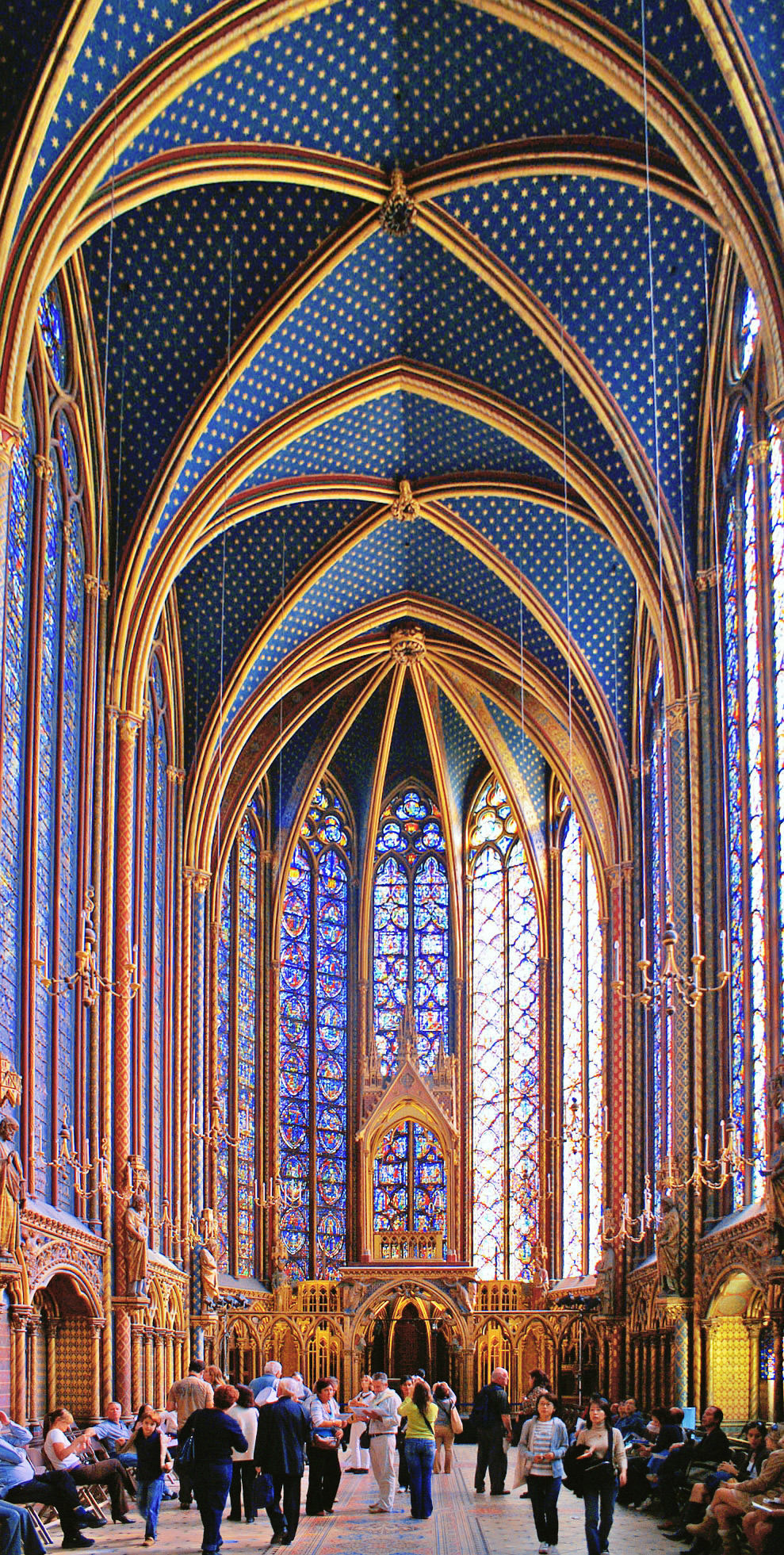
کلیسای سن-شپل فرانسه حوالی ۱۲۵۰ میلادی

گوتیک شعاعسان (انگلیسی: Rayonnant) یک سبک فوق بهبود‌یافته و اصلاح‌شده از معماری گوتیک بود که در قرن ۱۳ و در کشور فرانسه ظهور یافت. این سبک تعیین‌کنندهٔ دوره گوتیک متعالی بود و اغلب به عنوان نقطهٔ اوج معماری گوتیک فرانسوی توصیف می‌گردد. از مشخصات بارز آن «خطوط شعاعی در تزیینات توری شکل و مشبک سر درها و پنجره‌های خورشیدی» و همچنین وجود قوس‌ها به تعداد فراوان است.